# Kalabaliken i Bender
Kalabaliken i Bender var en militär sammandrabbning som utspelade sig den 1 februari 1713 i det svenska fältlägret Karlopolis nära staden Bender, idag i utbrytarstaten Transnistrien i Moldavien, under det stora nordiska kriget. Händelsen, som fått sitt namn från det turkiska ordet "kalabalik", inträffade när den osmanska ledningen försökte tvinga Sveriges kung Karl XII att lämna sitt läger vid Bender, där han hade vistats sedan 1709.
Efter Karl XII:s nederlag mot Ryssland i slaget vid Poltava under sommaren 1709 flydde han till det Osmanska riket tillsammans med en mindre styrka svenskar och allierade kosacker. Han levde som en hedersgäst hos sultanen Ahmed III vid byn Varnița norr om Bender, där han lät bygga Karlopolis varifrån han styrde det svenska riket. Kungen försökte vinna turkiskt stöd för ett nytt krig mot Ryssland, men hans diplomatiska ansträngningar misslyckades. Under sin exil pressades Sveriges ekonomi hårt och Karl XII drev reformer samtidigt som han förberedde en återkomst för att återuppta kampen mot Sveriges fiender, men hans tid i Bender präglades av besvikelser och intriger. Trots att sultanen visade honom stor respekt, blev den kostsamma gästfriheten till slut en belastning för den osmanska statskassan, vilket tvingade den osmanska ledningen att fatta beslutet att med våld fördriva kungen från sitt läger och bortföra honom till Sverige.
Karl XII förberedde envist sitt försvar trots sin numerära underlägsenhet och att han var omringad av överlägsna turkiska och tatariska styrkor. Han vägrade bestämt att lämna sitt läger och genomförde modiga räder för att säkra förnödenheter. Situationen kulminerade i slutet av januari 1713 med hotande strid, men efter en dramatisk konfrontation och diplomatiska förhandlingar tvingades turkarna och tatarerna temporärt dra sig tillbaka, innan beslut fattades om att med våld fördriva kungen. Den 1 februari 1713 anföll turkiska och tatariska trupper Karl XII:s läger, vilka snabbt kunde storma svenskarnas förläggning. Trots ett modigt försvar och kungens ledarskap, inklusive en våldsam strid i svensklägrets kungshus, bröt turkarna och tatarerna igenom och satte kungshuset i brand, vilket till slut tvingade kungen och de övriga svenskarna att kapitulera efter åtta timmars strid. Fångenskapen blev dock kortvarig och Karl XII började snart planera sin återresa till Sverige och sina fortsatta krigsföretag. Händelsen fick långtgående politiska konsekvenser och har senare skildrats i både konst, litteratur och filmer som Kalabaliken i Bender (1983).

## Bakgrund

### Stora nordiska kriget

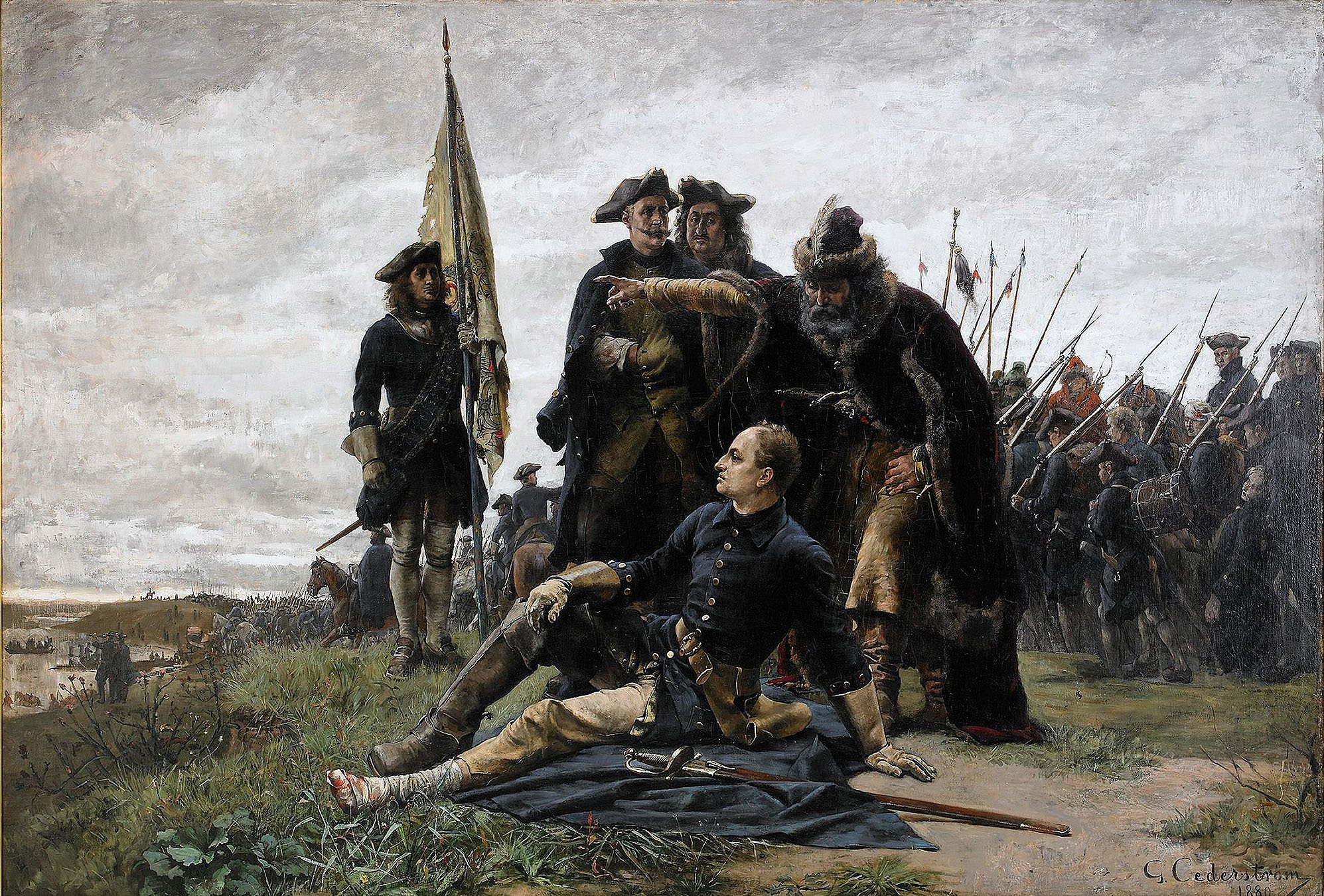
Ivan Mazepa uppmanar Karl XII att sätta sig i säkerhet på andra sidan av Dnepr. Målningen från 1880-talet föreställer målaren Gustaf Cederströms nationalromantiska tolkning av det historiska förloppet.

Det stora nordiska kriget, som startade 1700, var ett samordnat anfall mot Sverige av Ryssland, Polen-Sachsen och Danmark, som alla hade hopp om att återvinna tidigare förlorade territorier. Kriget inleddes med Polens kung August II:s belägring av Riga och Danmarks anfall på Sveriges allierade Holstein-Gottorp. I september 1700 inledde Ryssland också ett anfall mot Sverige genom att belägra Narva i Estland. Sveriges kung Karl XII lyckades dock inledningsvis avvärja dessa hot. Efter en snabb seger i Danmark genom freden i Traventhal vände Karl XII sin armé mot Ryssland och besegrade dem i slaget vid Narva i november 1700. Efter att ha säkrat fronten mot Ryssland riktade Karl XII sina styrkor mot Polen-Sachsen för att avsätta August II. Efter flera fältslag och segrar, bland annat vid Kliszów, Pułtusk och Fraustadt, installerade Karl XII sin allierade Stanisław Leszczyński som polsk kung och slöt fred med August II vid Altranstädt 1706. Under tiden hade Rysslands tsar Peter I återhämtat sig och påbörjat en serie fälttåg i Baltikum, där han 1703 grundade Sankt Petersburg efter att ha erövrat Nyenskans vid floden Neva.
När Karl XII slutligen återvände till Ryssland 1707 marscherade han med 33 000 soldater för att invadera Ryssland, med målet att erövra Moskva. Peter I tillämpade dock brända jordens taktik för att försvåra svenskarnas framryckning, och Karl XII tvingades till att ändra sin rutt mot söder för att genom en allians med zaporizjakosackernas hetman Ivan Mazepa kunna slå vinterkvarter i Lillryssland. Där mötte han tsarens brutala motstånd genom förintelsen av staden Baturin, vilket försvårade försörjningen av hans armé. I maj 1709 inledde Karl XII en belägring av Poltava, men drabbades kort därefter av en allvarlig skottskada i sin vänstra fotblad. Trots detta beslutade han sig för ett avgörande anfall mot Peter I:s läger den 28 juni. Slaget vid Poltava blev ett förödande nederlag för Karl XII och hans armé. Kungen flydde med resterna av sina trupper söderut mot floden Dnepr, som han passerade med ett följe som bestod av 1 500 svenskar och 1 500 av Mazepas kosacker. General Adam Ludwig Lewenhaupt stannade kvar och förde befälet över resten av armén, men han valde att kapitulera inför den ryska armén vid byn Perevolotjna den 1 juli 1709, vilket ledde till att 16 000 svenska soldater hamnade i rysk fångenskap. Karl XII:s nederlag vid Poltava markerade en vändpunkt i kriget som möjliggjorde för Ryssland att dominera norra Europa, och Sverige kom aldrig att återhämta sig.

### Karl XII:s vistelse i Bender

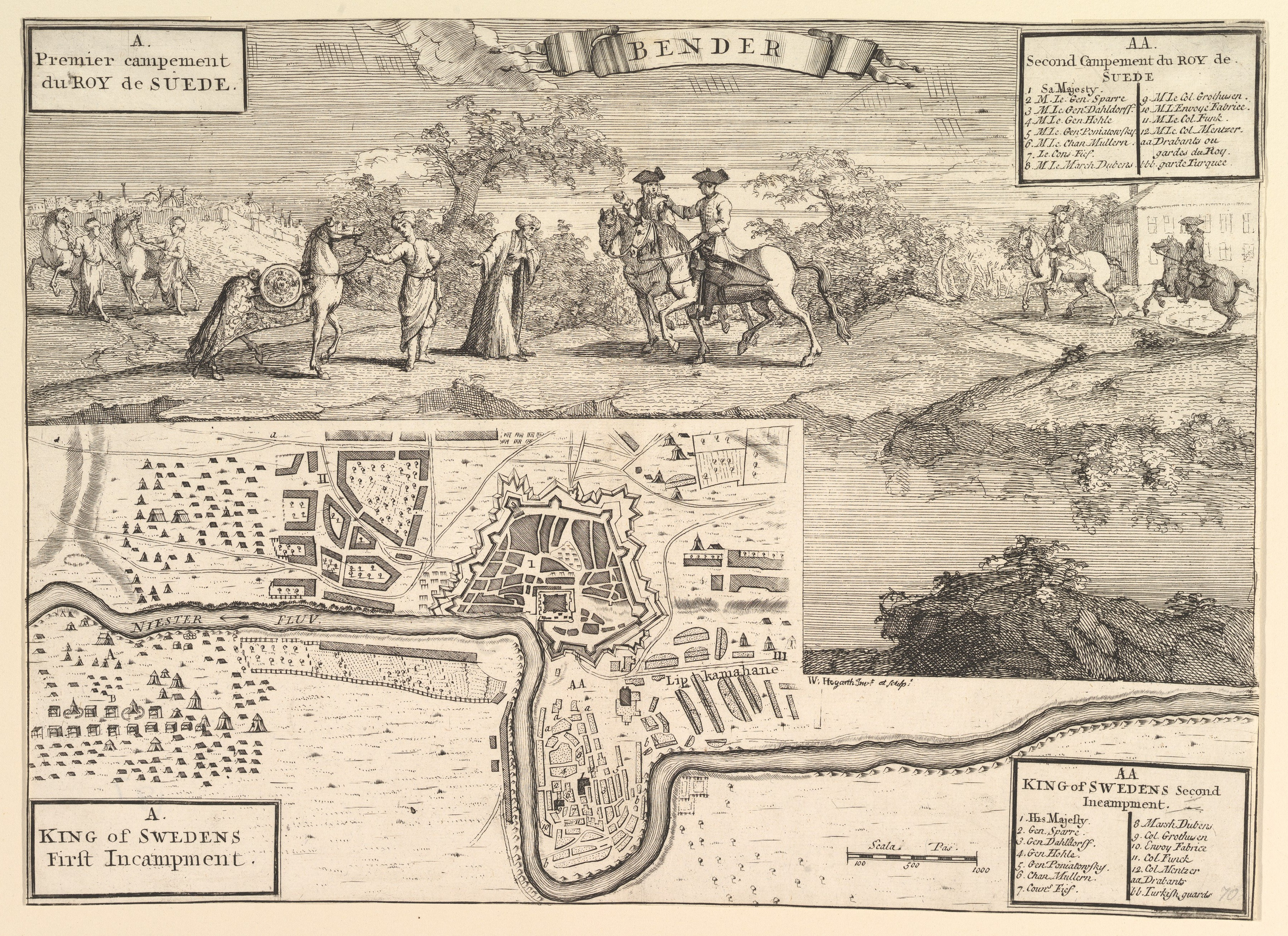
Karl XII:s läger Karlopolis utanför Bender. Gravyr (1724) av William Hogarth från Aubry de La Motrayes reseberättelse.

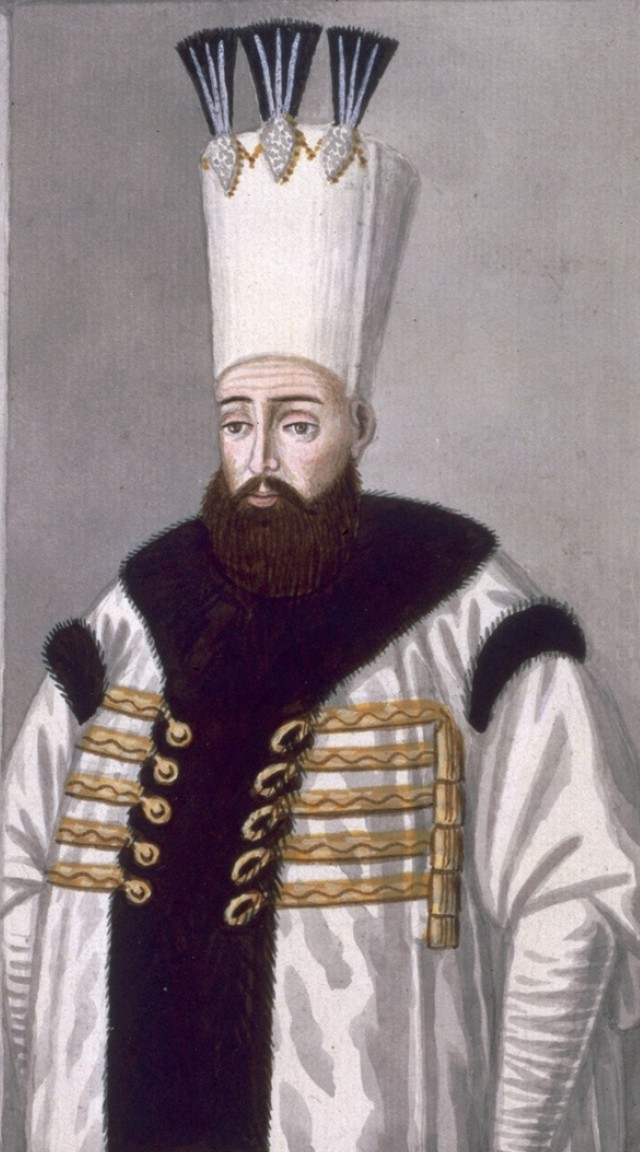
Ahmed III. Porträtt (1815) av John Young.

Efter nederlaget vid Poltava sommaren 1709 inledde Karl XII en resa söderut genom dagens Ukraina, vilket var en svår period för både kungen och hans soldater. I början av juli 1709, efter att ha korsat floden Dnepr och nått floden Bug, mötte Karl XII och hans följe ryska styrkor som tillfångatog över 600 svenskar och kosacker. Trots detta lyckades kungen själv fortsätta in på osmanskt territorium, där han och hans följe välkomnades i staden Otjakov med hedersbetygelser av den turkiska befälhavaren Jussuf pascha. Här ansökte Karl XII om asyl i det Osmanska riket, vilket beviljades av sultanen Ahmed III, dock med kravet att han bosatte sig i Bender (i dagens Transnistrien) snarare än Otjakov för att undvika att provocera Ryssland. Kungens tillvaro i Osmanska riket blev alltmer långvarig och kantades av förhoppningar om att övertala turkarna att stödja honom i ett förnyat krig mot Ryssland. Förväntningen var att Turkiet skulle öppna en andra front mot Ryssland i söder, vilket skulle lätta trycket på Sverige i norr.
I juli 1709, när Karl XII etablerade sig vid floden Dnestr nära Bender, genomgick han också en fotoperation som höll honom borta från aktiv tjänst under två månader. Det var också här som den gamle allierade hetmanen Ivan Mazepa avled i september 1709, vilket blev ytterligare ett hårt slag för kungen. Mazepas död markerade slutet på ett betydande partnerskap, men Mazepas förmögenhet kom att ge kungen viktiga ekonomiska medel och Pylyp Orlik tog över Mazepas roll som zaporizjakosackernas hetman. Samma år mottog Karl XII också nyheten om sin syster Hedvig Sofias bortgång i smittkoppor, något han tog mycket hårt och som fick honom att stärka sina band till sin yngre syster Ulrika Eleonora. Åren i Osmanska riket präglades av ett långväga styre där Karl XII utövade sin kungliga makt från byn Varnița norr om Bender, där det svenska lägret kallad Karlopolis växte fram. Lägret hade utvecklats till en permanent bosättning där svenskarna hade byggt baracker och Karl XII själv bodde i ett stort tegelhus, kallat "kungshuset", som var omgivet av befästningar. Kommunikationssvårigheter gjorde emellertid statsförvaltningen ineffektiv, då kurirernas resor genom Europa kunde ta månader att slutföra. Karl XII tog hjälp av sin statssekreterare Casten Feif som blev en central rådgivare, medan hovkansler Gustaf Henrik von Müllern skötte utrikesärenden.
Svensk ekonomi under denna tid var pressad, och Karl XII drev genom ekonomiska reformer för att stärka rikets ekonomi. Trots att han befann sig långt från huvudstaden Stockholm, lade han fram flera initiativ för att stimulera handel och hantverk genom lättnader i skråtvånget och uppmuntran till manufakturer. Även skattesystemet reformerades, med införandet av en förmögenhetsskatt som skulle bidra till finansiering av krigsplanerna. Denna nya skatt på två procent av hela förmögenheten infördes jämlikt för alla samhällsklasser, vilket väckte starka protester, särskilt bland adeln. Karl XII var fast besluten att finansiera sin planerade invasion av Polen och sökte nya finansiella medel från både det Osmanska riket och andra källor.
Under sin exil sände Karl XII även expeditioner till Orienten med målet att samla etnografiska och kulturhistoriska insikter samt att utforska potentialen för handelsavtal med Turkiet. Dessa expeditioner, som även gav kungliga lägret ett utbud av orientaliska varor och exotiska djur, speglade kungens fascination för den osmanska kulturen och arkitekturen. Inspirerad av Sofiamoskén i Konstantinopel, diskuterade han sina intryck med Nicodemus Tessin angående den nya slottsanläggningen i Stockholm. Ekonomiskt befann sig Karl XII i en ständigt pressad situation. Efter förlusten vid Perevolotjna hade han förlorat stora delar av krigskassan, vilket tvingade honom att låna pengar från olika håll, inklusive privata turkiska medborgare och handelshus i Västeuropa. Sultan Ahmed III stöttade honom till viss del genom lån på totalt 900 000 riksdaler, men när Karl XII:s kredibilitet försämrades blev räntorna höga och ekonomiska påfrestningar ökade. Kungen drog under sin vistelse i Osmanska riket på sig en skuld på 2,5 miljoner riksdaler, vilket motsvarade halva Sveriges årsbudget.

### Diplomatisk verksamhet

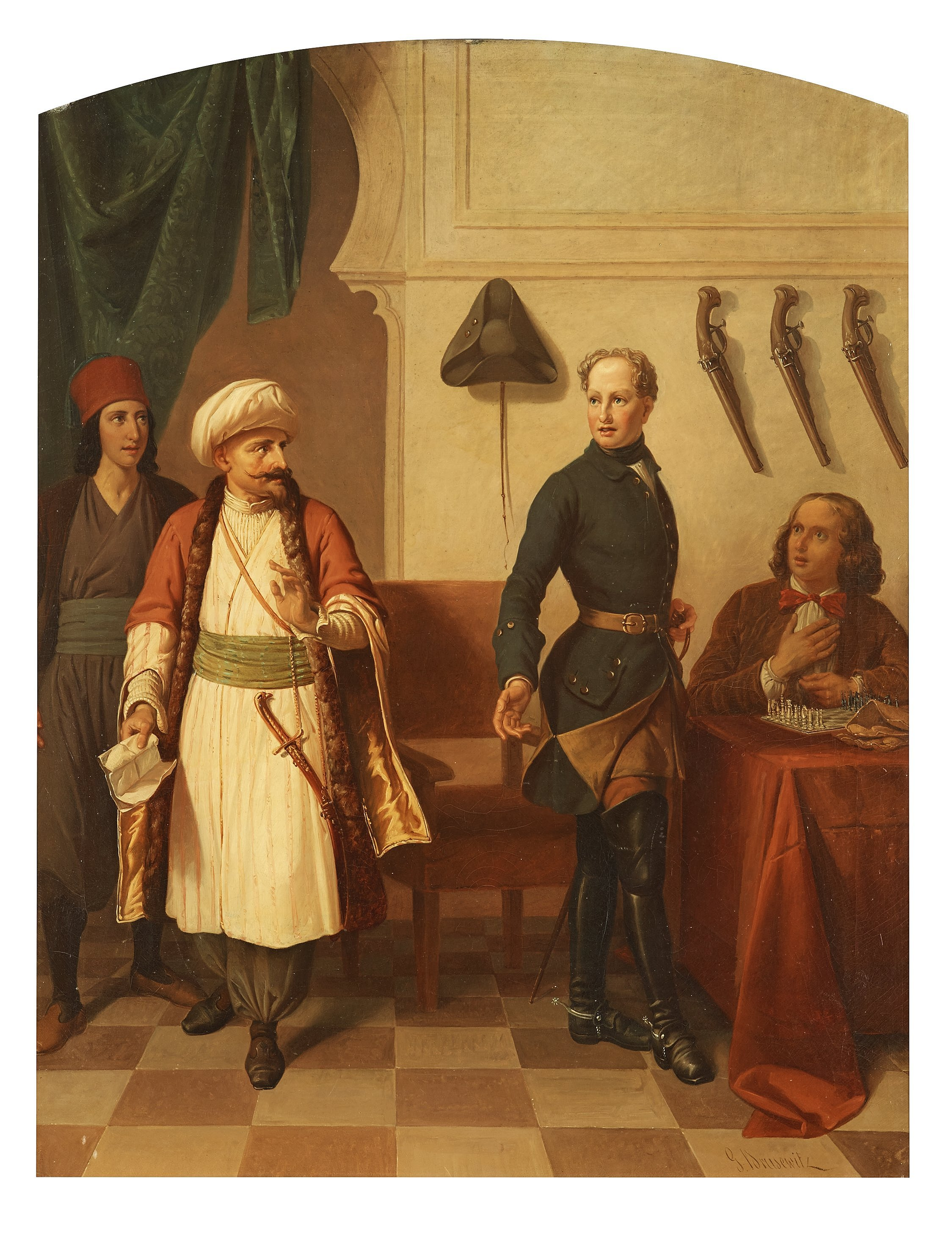
Kung Karl XII i Bender av Gustaf Brusewitz.

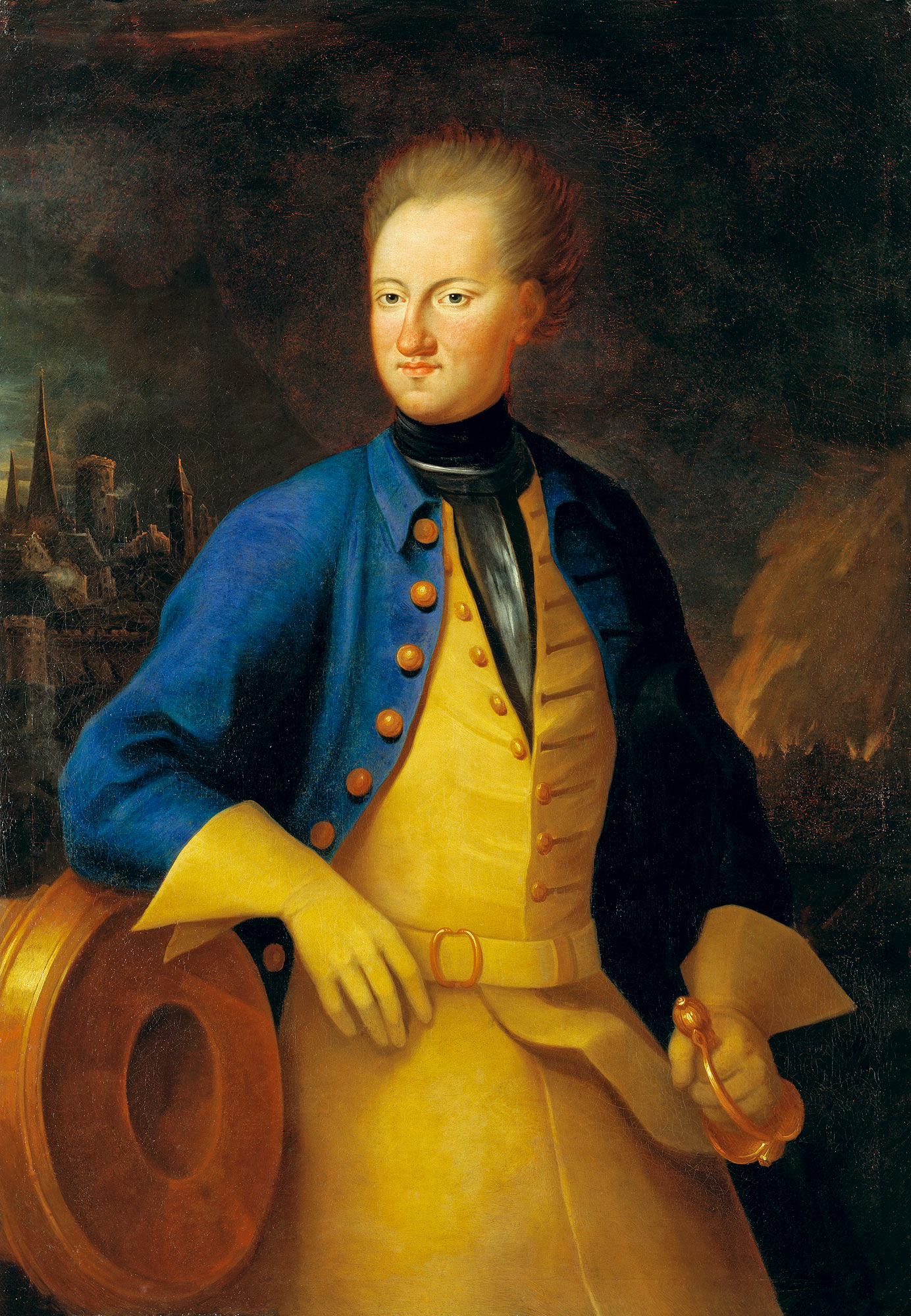
Karl XII i Bender. Målning (1715) av Axel Sparre.

Huvudsyftet med Karl XII:s långa vistelse i Osmanska riket var dock att få stöd för en turkisk militär insats mot Ryssland, något han såg som nödvändigt för att kunna tvinga Peter I att acceptera fred på Sveriges villkor. Men de diplomatiska förhandlingarna gick trögt. När Karl XII försökte påverka Turkiets regering att gå i krig mot Ryssland, möttes han med skepticism, och storvesiren Çorlulu Ali pascha visade sig ovillig att stödja hans planer. Karl XII försökte få storvesiren avsatt och ersatt med en mer krigsinriktad ledare, något han slutligen lyckades med sommaren 1710. Under 1711 intensifierades konflikterna i regionen när Peter I korsade den turkiska gränsen med en rysk armé. Turkiska och tatariska styrkor under ledning av storvesiren Baltacı Mehmet pascha lyckades den 9 juli 1711 omringa tsarens trupper vid floden Prut och tvinga Peter I till kapitulation. Karl XII, som ivrigt önskade ett avgörande slag, red dit men misslyckades med att påverka utgången, då fred redan hade slutits mellan Ryssland och Turkiet. Detta gjorde honom besviken, särskilt eftersom freden inte innehöll några direkta fördelar för Sverige förutom ett löfte om att Karl XII skulle få fri lejd tillbaka hem till Sverige.
Kungen stannade dock kvar i Bender och fortsatte försöken att övertala turkarna att delta i ett krig mot Ryssland. Freden vid Prut 1711 verkade ge Sverige vissa fördelar, men Peter I ignorerade löftena om att överlämna Azov och utrymma Polen. Karl XII försökte pressa sultanen att agera, och Turkiet förklarade Ryssland krig flera gånger, senast 1712, då Ahmed III själv ville leda armén. Samtidigt krävde kungen mer pengar än de 500 000 riksdaler han tidigare fått, vilket väckte irritation bland osmanska befattningshavare. När generalen Magnus Stenbock med en svensk armé hade landstigit i svenska Pommern 1712 hoppades Karl XII kunna samordna en svensk-turkisk-tatarisk framryckning genom Polen, men i stället valde Stenbock att förhandla med August II. Denna besvikelse delades även av turkarna, som förväntat sig en svensk attack mot Ryssland.
Karl XII behövde starka skäl för att motivera sin vägran att återvända hem. Därför påstod han och det svenska fältkansliet att August II hade konspirerat med tatarkhanen Devlet II Giray och seraskiern i Bender, Ismail pascha. Enligt den svenska propagandan planerade dessa att överlämna Karl XII till August II under hemfärden. Som bevis framhölls ett uppsnappat brev, trots att det var ett år gammalt och ofarligt. Komplotten hävdades även ha stöd från storvesiren Soliman pascha och den ryske tsaren, vilket förstärkte anklagelserna. Karl XII insisterade på större turkiskt stöd samtidigt som han öppet förolämpade de turkiska myndigheterna, vilket ökade sultanens misstankar. Både sultaten och höga porten i Konstantinopel började tvivla på kungens avsikt att verkligen återvända frivilligt och övervägde att föra bort honom med våld. Kungen, fortsatt oroad över polska eller ryska bakhåll, dröjde kvar i Bender, vilket skärpte slitningarna ytterligare. När hans diplomatiska försök att övertala sultanen att öppet konfrontera Ryssland gång på gång misslyckades, befann han sig i ett låst läge. Sammantaget bidrog dessa händelser till att Karl XII slutligen förlorade både sultanens förtroende och möjligheten att på fredlig väg återvända hem, vilket gjorde hans exil i Osmanska riket ohållbar.

## Karlopolis

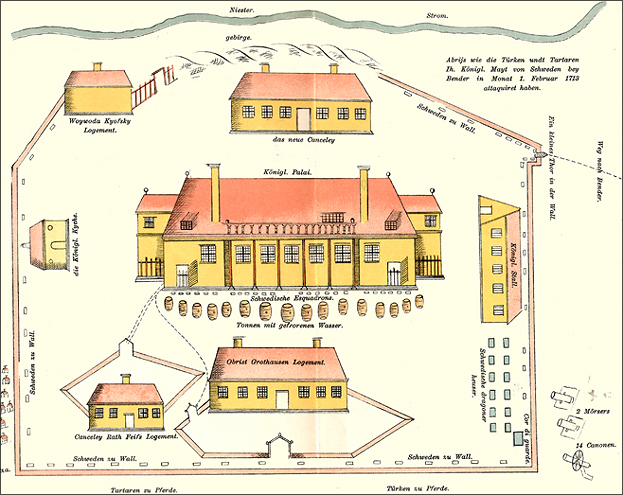
Ritning över Karlopolis med kungshuset i mitten. Ur August Quennerstedts Kalabaliken i Bender (1910).

Karl XII:s läger utanför Bender, som fick namnet "Karlopolis" efter det latinska namnet för Karlstad, beboddes av både svenska soldater och tjänstemän, liksom deras allierade bestående av polacker trogna till Stanisław Leszczyński och Pylyp Orliks kosacker. Det stod strategiskt beläget med floden Dnestr till öster om lägret och vingårdar till väster. Norr om lägret låg den gamla byn Varnița och en bit söderöver, på Dnestrs västra stränder, låg det befästa Bender med sin förstad. Kungen såg till att hela lägret skyddades med allt tillgängligt material – från vagnar till gamla plankor – för att skapa försvarsverk och ständigt förstärka lägrets försvar. Marken var för frusen för att tillåta grävande av jordvallar, så förskansningar byggdes av bland annat spillning och annat som fanns till hands.
Karlopolis dominerades av kungshuset, som Karl XII lät bygga under tre månaders tid 1711 och tjänade som bostad för honom och hans närmaste medarbetare. Huset var långsmalt, ungefär 40 meter långt och kantades av två flyglar, varav den ena var kungens våning och den andra hovmarskalken Gustaf von Dübens logement. Mellan de två flyglarna fanns den stora salen, som tjänade som både kungens matsal och gudtjänstelokal, och en mindre sal som fungerade som officerarnas matsal och uppehållsrum. På husets båda gavlar fanns det vestibuler och i flyglarnas båda tamburer fanns de enda ingångarna till huset. Huset var dekorerat med både franska och turkiska influenser och var noggrant inrett för att imponera på besökare. Trots kungens enkla personliga smak ansåg han det viktigt att huset skulle visa hans kungliga värdighet och status, särskilt inför de osmanska undersåtarna. Den stora audienssalen, som låg i kungens våning av Kungshuset, var rikt dekorerad med grönt turkiskt tyg och röda divaner längs väggarna, och det fanns en altan på spåntaket där trumpetare och trumslagare brukade spela religiösa sånger och fanfarer. Huset innehöll också Karl XII:s spartanska sovrum, där han kunde betrakta lägrets aktiviteter från sitt fönster. Trots att han bodde i denna imponerande byggnad levde han själv enkelt, med endast en säng, ett bord och några stolar i sitt sovrum. I kungshuset förvarade Karl XII sina mest värdefulla ägodelar, inklusive turkiska tält och dyrbara mattor. Bland ägodelarna fanns smyckade vapen och andra kostbarheter som skulle skyddas från turkisk plundring vid en eventuell attack.
Kungshuset omgavs av stall, kök och logikvarter för hans närmaste män, vilket skapade ett mindre samhälle runt själva huvudbyggnaden. Kring Karl XII fanns en mängd personer som bidrog till hans liv i exil. Bland dem märktes överste Christian Albrecht Grothusen, en livländare som ansvarade för kungens finanser och skaffade fram pengar när det behövdes. En bit från kungshusets östra fasad hade kungen låtit uppföra en mindre byggnad som inrymde fältkansliet. Väster om huset hade Grothusen sitt logement. En bit norr om Grothusens logement fanns Feifs byggnad, som var mindre en Grothusens hus men som hade en vacker trädgård. Kungshusets bägge gavlar flankerades av det kungliga stallet ett stycke söderut och det kungliga köket ungefär lika långt norrut. Något nordost från kungshuset fanns det "polska logementet", där kungens polska allierade höll till. Kungens dragoner kamperade i tält och små byggnader väster om stallet. Övriga svenskar bodde i små hus, hyddor och tält runtom själva huvudlägret. Omkring 400 svenska dragoner bodde i kojor, två man i varje, och kosackerna bodde i ännu mindre kojor, oansenliga skjul och jordkulor. Enligt uppgift från den svenske drabanten Axel Erik Roos fanns det totalt 1 007 svenska "undersåtare och folk" i det kungliga lägret innan den kommande kalabaliken bröt ut.

## Förspelet

### Förberedelser
I början av januari 1713 gav Ahmed III order till Ismail pascha att använda våld om Karl XII inte självmant lämnade Osmanska riket. Även tatarkhanen fick motsvarande instruktion. Dessa båda makthavare var dock inte särskilt roade av tanken på att bruka vapen mot en kunglig gäst som var populär bland många av janitsjarerna och folket i Bender. Problemet förvärrades av att svenskarna bott i regionen i flera år och hunnit bygga en hel liten stad, som allmänt kallades för "Nya Bender". Samtidigt insåg flera av Karl XII:s närmaste män, bland annat baron Friedrich Ernst von Fabrice, att turkarna lätt kunde ta till hårdhänta metoder om Karl XII fortsatte trotsa ordern att resa hem. Kungen menade emellertid att han var övertygad om att de aldrig skulle våga angripa honom, och han uttalade att han var beredd på allt. Hans innersta krets, framför allt Grothusen, visste att bara en dygnsranson av proviant fanns kvar och försökte förmå kungen att antingen skaffa mat eller förhandla sig bort från konfrontation. Karl XII lät sig dock inte påverkas, eftersom han enligt Grothusen bar på en romantisk föreställning om en förhistorisk kamp som skulle rädda honom från att utlämnas till Polen. Han ville hellre riskera en väpnad strid än lämna Osmanska riket med oförrättat ärende.
Den 12 januari 1713 upprepade Ismail pascha sultanens krav om Karl XII:s omedelbara avresa och hotade med våld. Kungen svarade kort att denne skulle genomföra sultanens krav och vände demonstrativt ryggen till, vilket sågs som en stor skymf i muslimsk kultur. Den 13 januari gav kungen order för samtliga svenskar som befann sig utanför Karlopolis eller som bodde i Bender att omedelbart flytta in i lägret och förbereda sig för en belägring. Man grävde diken, staplade upp vagnar, timmer, tunnor och annat som kunde bilda en improviserad barrikad runt lägret. Den 15 januari anlände de första tatariska trupperna och besatte flera posteringar runtom lägret. Den 17 januari fick dessa förstärkningar av ytterligare tatariska trupper och började blockera svenska leveranser till lägret och till grannbyn Varnița. Under tiden gjorde kungen det till en vana att dagligen, med trettio eller fyrtio officerare i släptåg, rida ut ur lägret för att inspektera de tatariska posteringarna. Dessa hade fått befallning av sultanen att inte irritera den svenske kungen i onödan, vilket ledde till en absurd situation där en belägrad furste ridande kunde genomkorsa fiendens linjer utan att en enda skottlossning inträffade. Ibland hände det att Karl XII var djärv nog att driva undan några tatarer eller förse sig med mat och dryck på traktens bekostnad. Hans män genomförde nattliga räder för att muta lokala janitsjarer eller stjäla förnödenheter från bönder, och i vissa fall uppges tatarerna ha backat undan vid åsynen av denna lilla skara svenskar som bars upp av kungens närvaro. För kungen handlade det till stor del om att behålla sin ära och att förhindra att man faktiskt tog honom med våld och överlämnade honom till fiender. När läget hårdnade i slutet av januari blev både tatarkhanen och paschan alltmer beslutsamma att genomföra sultanens order om att kungen skulle resa eller tvingas bort. Beskedet till Karl XII hade kommit från Adrianopel att sultanen förlorat tålamodet och ville bli av med den svenske regenten som höll Osmanska riket på spänn. Kungen var dock fast besluten att inte låta sig bortföras från sitt läger. Han trodde att om han bara visade hårt motstånd och vägrade ge vika, skulle sultanen bli tvungen att ingripa personligen, vilket kanske gav kungen en ny möjlighet att förhandla om ett nytt anfall mot Ryssland.

### Sista förhandlingar och skenanfall

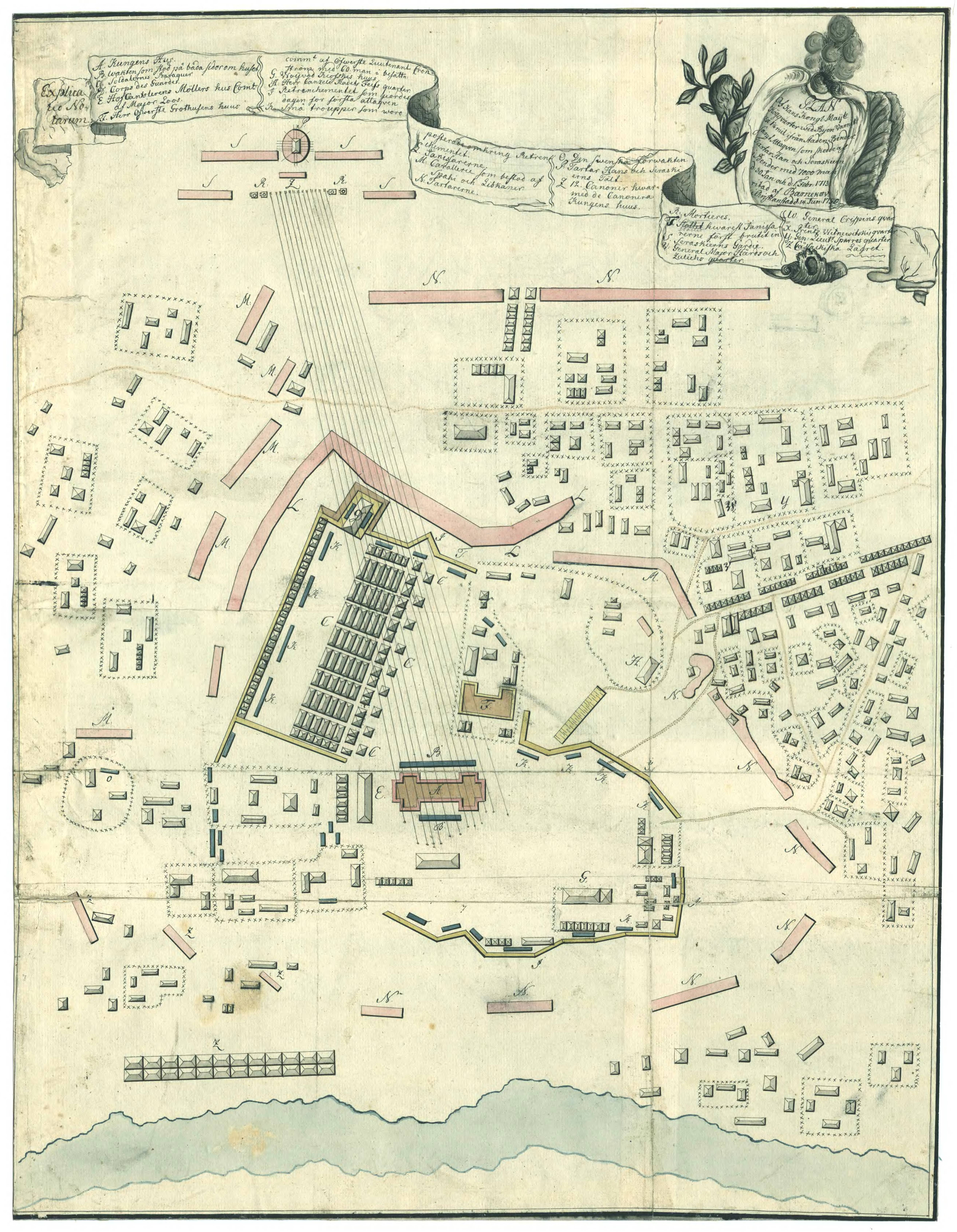
Samtida topografisk karta över Karlopolis som visar de turkisk-tatariska truppernas slagordning och det turkiska bombardemanget av kungshuset.

Klockan 10 på förmiddagen den 31 januari anlände både paschan och tatarkhanen utanför Karlopolis , ihop med några artilleripjäser och några tusentals spahi-ryttare och janitsjarer till fots från Bender. Dessa ställdes upp i god ordning och placerade sitt artilleri för att genomföra ett bombardemang mot det svenska lägret. Efter att turkarna började spela sin krigsmusik svarade Karl XII provocerande med att beordra sina musikanter att spela svensk marschmusik från kungshusets tak, vilket utlöste Girays order om att öppna eld mot kungshuset. En svensk trumpetare dödades av den första salvan, men inga större skador uppstod eftersom husets konstruktion och svaga krutladdningar mildrade effekten. När tatarerna ryckte fram mot svenskarnas befästningar uppstod en märklig situation, då dessa strax efteråt drog sig plötsligt tillbaka. En trolig orsak var att både paschan och tatarkhanen valde att iscensätta ett skenanfall, då man ville se om svenskarnas motstånd snabbt kunde brytas genom psykologisk krigföring och utan blodsutgjutelse. Kungens polackiska och kosackiska allierade hade redan ställt sig under Devlet Girays och Ismail paschas beskydd för att inte bli indragna i en hopplös strid, vilket minskade det svenska manskapet till högst ett tusental karoliner och civila tjänstemän. Enligt andra historiker bestod det svenska manskapet av mellan 600 och 700 man.
Delvis räknade polackerna och kosackerna med att söka försoning med August II, medan de flesta svenskar insåg att de saknade möjlighet att segra mot en stor turkisk-tatarisk övermakt. När några svenskar började desertera samlade Karl XII sina officerare, präster och tjänstemän och visade upp de brev han snappat upp som bevis för att tatarkhanen och paschan hade en djupare intrig i syfte att föra honom till Polen. Han berättade också att han hade en plan för att hantera detta. Polacker och kosacker erbjöd honom istället att gå i Devlet Girays eller Ismail paschas hägn, men kungen avvisade sådana förslag och höll sig till sin egen strategi. De högsta officerarna förstod sannolikt att kungen inte var ute efter en förintande strid, utan snarare ett måttligt motstånd som skulle möjliggöra en officiell protest hos sultanen, men undvika att kungen eller hans folk led alltför stora förluster. Endast generalmajor Carl Gustaf Hårdh stod på kungens sida i beslutet att bjuda väpnat motstånd, men majoriteten av befälen insåg att det var ett närmast hopplöst företag. Kungen valde att svara på dem strängt: "Ni har i gångna tider handlat som tappra män, men nu talar ni som pultroner [ynkryggar]. Lyd, eftersom ni vet, att det är er plikt, och visa er än en gång sådana som ni har varit." På kungens order förberedde sig svenskarna på försvar av kungshuset och planerade att hålla stånd så länge det gick. De hade under natten försökt förbättra barrikaderna och ordna med nödproviantering, men man var i princip utan säkra leveranser och på väg att lida brist på både mat och vatten.
Samtidigt blev stämningen i turkarnas läger alltmer upphetsad. Grothusen försökte förhandla med Devlet Giray och Ismail pascha för att undvika våld, men han möttes av hårda krav om omedelbar avfärd från turkiskt territorium, något han meddelade kungen. Efter det första bombardemanget mot kungshuset talade Grothusen återigen med turkarna, vädjande om att de skulle minnas svenskarna som vänner och inte som fiender. Efter hans tal vägrade turkarna att följa order om att anfalla och istället rusade de till Girays tält, krävande uppskov för svenskarna och krävde tydliga order från sultanen själv. Misstankar om att sultanens order kunde vara förfalskade bidrog till att lugna situationen. Ismail pascha, som inte ville riskera ett inbördeskrig, återtog kontrollen och återförde sina trupper till Bender. Där lät han arrestera och avrätta ett trettiotal upproriska janitsjarledare, vilket underströk hans makt och beslut om att sultanens vilja skulle genomdrivas.
På morgonen den 1 februari iakttog svenskarna genom sina kikare hur nya styrkor anslöt sig utanför Karlopolis: soldater från Akkerman och Ismailia, moldaviska kristna och ytterligare tatarer och turkar. Totalt stod mellan 3 000 och 10 000 osmaner och mellan 3 000 och 7 000 tatarer utanför det svenska lägret. Ett sextiotal janitsjarofficerare kom då till lägret i fredlig avsikt med vita stavar, en symbol för diplomatiska förhandlingar, och erbjöd sig att trygga kungens resa, antingen till Adrianopel eller hem till Sverige. De lovade att de skulle försvara honom med sina egna liv och att de inte ville se honom skadad. I början verkade det som om kungen och dessa officerare skulle finna en kompromiss, men när budskapet slutligen nådde Karl XII avvisade han erbjudandet kategoriskt. Dels trodde han att många av officerarnas sympatier i själva verket lutade åt August II, dels ville han inte hamna i en situation där han inte själv kunde styra sin väg. Han sände generalmajor Hårdh att meddela att man tänkte avvisa varje försök att närma sig den svenska förläggningen och att man rentav skulle skjuta janitsjarerna i skägget om de inte avlägsnade sig. De fredligt sinnade janitsjarerna blev rasande och anklagade kungen för att vara galen. De kallade honom efteråt för Demirbaş ("Järnhuvudet"), som inte förstod sin egen situation. Vreden bland de osmanska officerarna växte samtidigt som paschan och tatarkhanen behövde lyda sultanen och bevisa sina förmågor att hantera den svenske kungens trots. Enligt vittnesmål hade paschan beordrat att de turkiska och tatariska soldaterna skulle få fritt fram att plundra det svenska lägret och att en särskild belöning på 200 dukater utlovats till den som lyckades ta kungen levande.

## Kalabaliken

### Genombrytningen av svenskarnas förläggning

Mössa av utterskinn, enligt traditionen begagnad av Karl XII under kalabaliken i Bender. Utställd i Livrustkammaren.

Striden inleddes omkring klockan ett på förmiddagen med att turkiska musikkårer blåste till anfall. Deras musik, bestående av slagverk och blåsinstrument i orientalisk takt, markerade den annalkande striden. Tatariska soldater anslöt sig till de disciplinerade janitsjarerna, som ledde anstormningen. Vid samma tidpunkt pågick en gudstjänst i kungshuset, vilket på ett surrealistiskt sätt fortskred trots det hotande anfallet. Det turkiska artilleriet inledde sitt bombardemang mot det svenska lägret. Tatariska bågskyttar avfyrade också en skur av pilar mot lägret, men det stora flertalet träffade sällan sina mål. De bomber som avsköts mot kungshuset "flög alltid över huset och anställde ingen skada", medan kanonkulorna "inte trängde genom väggarna, och endast skadade litet av taktimret". De svenska soldaterna, främst lojala veteraner, var uppenbart modfällda och saknade motivation att ta strid. Vissa historiker spekulerade att kungen medvetet lät sina soldater kapitulera, i hopp om att använda sin egen förnedring som diplomatisk fördel gentemot sultanen. Både turkarna och tatarerna fick särskilda order att inte bruka våld mot de svenskar som kapitulerade. En särskild belöning utlovades till den som kunde infånga Karl XII levande, då man från turkisk sida ville undvika att skada honom. Trots denna order agerade vissa turkar och tatarer våldsamt, och i stridens hetta verkade många ha glömt direktiven om att fånga kungen utan våld.
Karl XII själv visade stridsvilja, satte sig på sin häst och försökte samla sina män till försvar genom att ge ett inledande anrop om "ärofull kamp". Endast några dussintal svenskar valde att strida vid kungens sida. I det hopplösa läget avstod de flesta från att göra motstånd när de turkiska styrkorna trängde igenom försvarsverken. På grund av fiendens överlägsenhet lade många ner sina vapen och kapitulerade snarast möjligt för att rädda sina liv. Hundratals svenskar lät sig tagas till fånga inför denna nervpress, inklusive Casten Feif och Gustaf Henrik von Müllern. Den svaga och till strid ovilliga svenska lägervakten blev på kort tid övermannad. De svenska fångarna blev genast plundrade och placerades på behörigt avstånd från det svenska lägret. Några karoliner blev stående halvnakna i den kalla vinterkylan, medan andra lyckades muta till sig kläder från turkiska och tatariska soldater. Karl XII fortsatte dock sin ståndaktiga kamp genom att rida runt på slagfältet och uppmana sina återstående soldater att försvara sig.
På omkring en halvtimme kunde turkarna därför genombryta de svenska försvarsverken och gå in i den svenska förläggningen. Karl XII blev då synlig för en grupp turkiska soldater, vilka strax rusade rakt mot honom, lockade av belöningen utlovad för hans tillfångatagande. Med sin karaktäristiska lugn red kungen långsamt tillbaka mot Kungshusets gårdsplan, samtidigt som han avvärjde attackerande turkar med värjhugg och sparkar. Trots hans tapperhet började turkiska soldater nå fram och slita i hans kläder och utrustning, medan kungen kämpade för att hålla dem på avstånd. Ett stycke från kungshuset kravlade kungen av sin häst. Situationen eskalerade när ett skott avlossades strax intill honom, vilket svedde hans ögonbryn och skadade generalmajor Hårdh, som sedan hamnade i turkarnas våld. Drabanten Axel Erik Roos hade observerat faran för sin kung och skyndade fram för att hjälpa honom. Tumultet tilltog när ett tusental turkar stormade förläggningen och avfyrade sina musköter mot kungshuset. Trots Karl XII:s starka vägran att retirera, lyckades Roos och två andra karoliner med gemensamma krafter släpa in den motvillige kungen in i säkerhet i förstugan till Kungshuset. Därefter bommades ytterdörrarna till. Men tryggheten var kortvarig, då ett femtiotal janitsjarer och tatariska soldater snart stormade in genom fönster och dörrar i kungshuset i ett försök att övermanna de svenska försvararna.
Kvar på gårdsplanen utanför kungshuset kämpade några av kungens främsta officerare mot ständigt anstormande tatarer, men efter en kort stund klämdes de ihop av övermakten och fick ingen svängrum för sina värjor. Vid detta skede föll Grothusen, generalen Axel Sparre, generallöjtnanten Johan Valentin von Daldorff, drabantlöjtnanten Johan Giertta och ryttmästaren Ture Gabriel Bielke i tatarernas våld. Fältväbeln Karl Magnus Krusell försökte tillsammans med ryttmästaren Nils Follin värja sig mot dem. Follin blev under fäktningen skjuten till döds och Krusell fick ett svårt sabelhugg i huvudet, men han lyckades slinka sig in i kungshuset av en välvillig drabant.

### Stormningen av kungshuset

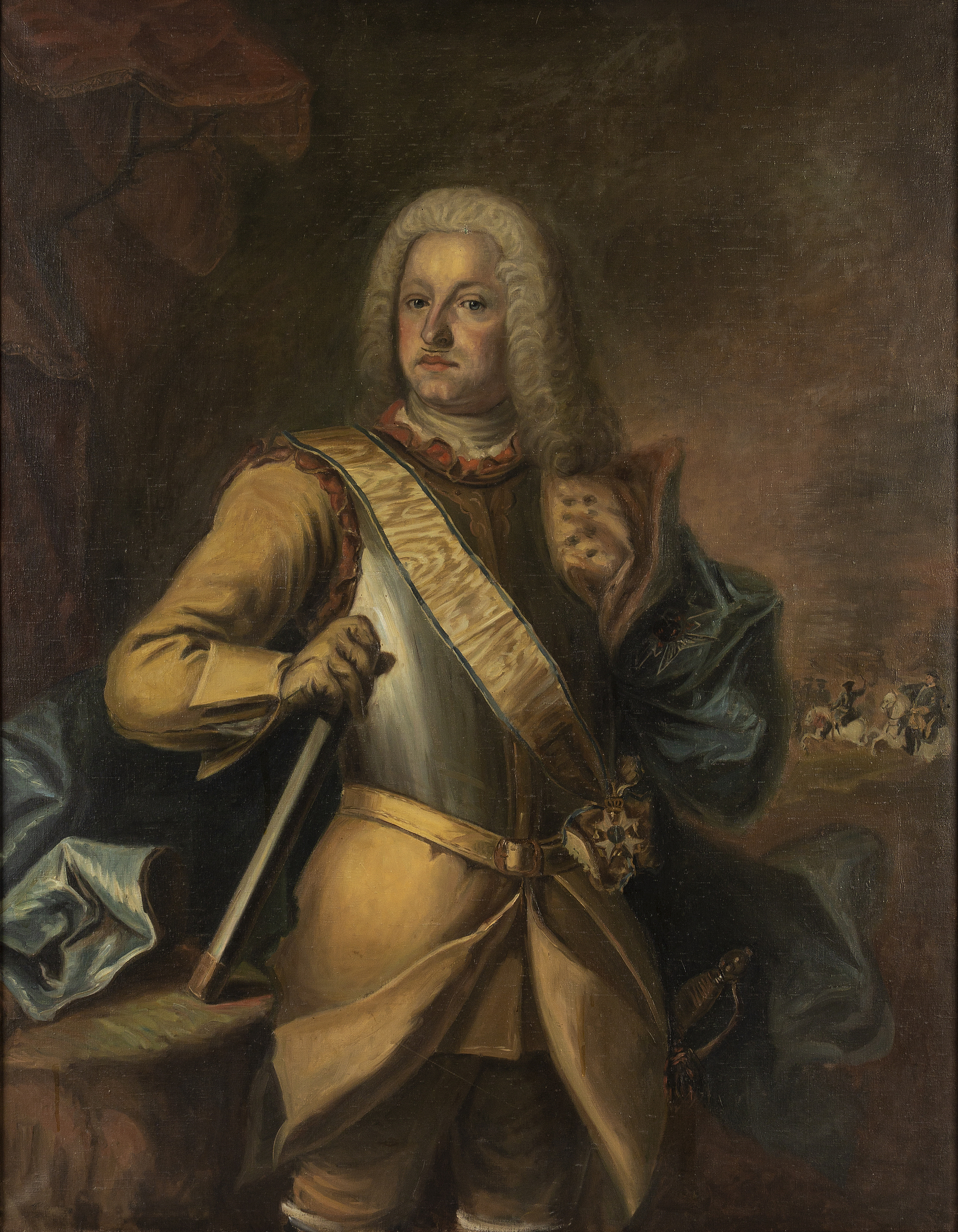
Livdrabanten Axel Erik Roos utmärkte sig särskilt under striden och ska enligt vittnen ha räddat Karl XII:s liv tre gånger under samma dag, bland annat genom att skydda kungen med sin egen kropp. Olja på duk av Georg Engelhard Schröder.

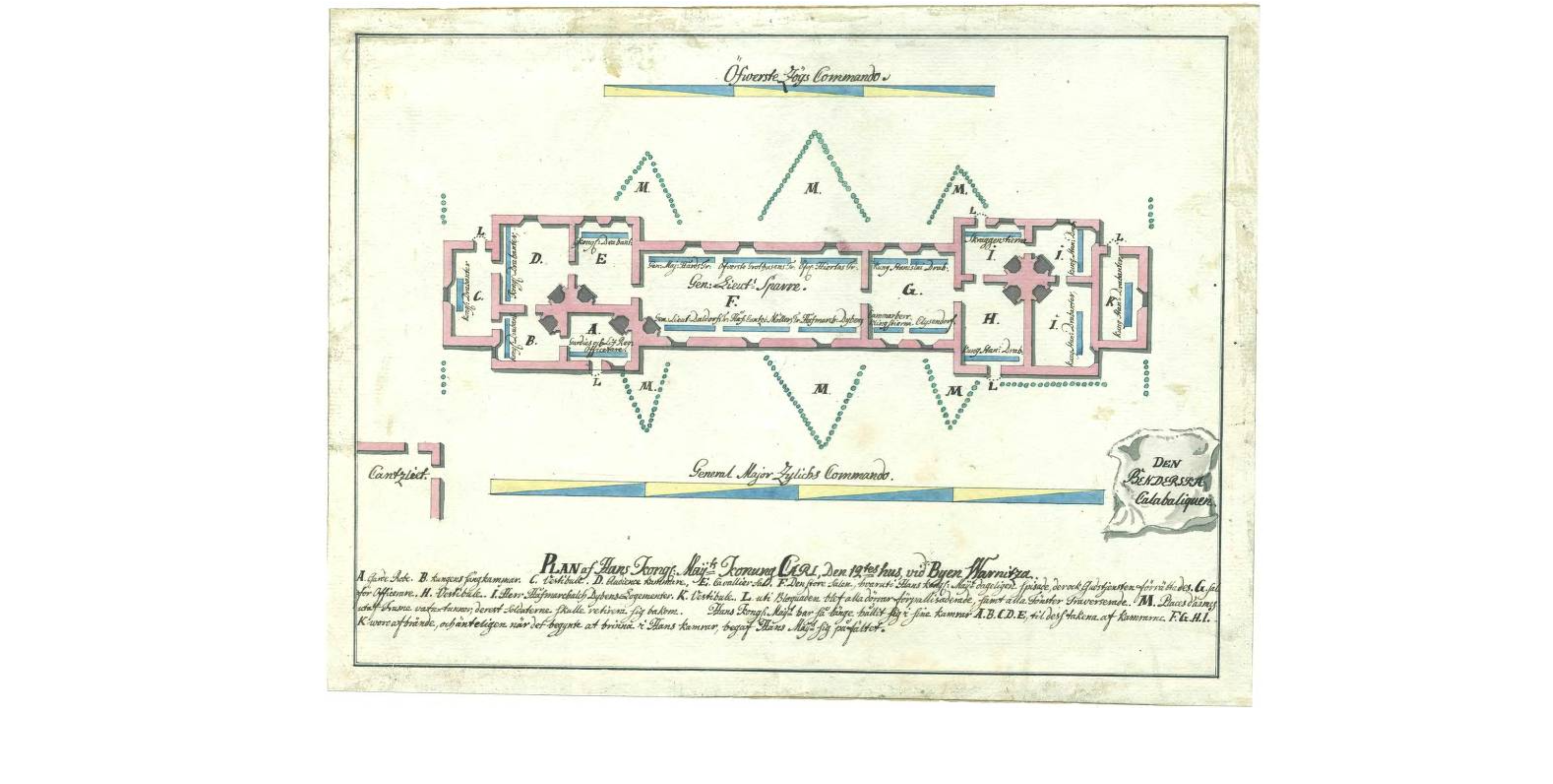
Plan över kungshusets interiör samt viss beskrivning av Kalabaliken i Bender.

Inuti kungshuset bildades en kärna av mellan 42 och 60 svenska försvarare, inklusive Karl XII och Roos, som nyss lyckades fly undan tumultet utomhus. Bland försvararna fanns även några civila sekreterare, kammartjänare och betjänter av alla slag som tvingades försvara sig för sina liv. Kungen omringades snabbt av sina närmaste drabanter, Roos, Jobst Henrik von Tschammer, Karl Carpelan och Mathias Wohlberg, och tillsammans med ett antal soldater rusade kungen in till kungshusets stora sal för att rensa den från fiender. Försvararna tvingades kämpa vidare från rum till rum i häftiga närstrider med dussintals janitsjarer och tatariska soldater, som var fullt upptagna med att plundra både möbler och kungliga tillhörigheter. Turkarna hade fördelen att de hoppades fånga kungen personligen, vilket i turkiska ögon skulle ge dem en hög belöning, men svenskarna kämpade sammanhållna och drev angriparna tillbaka genom fönstren.
Under närstriden utsattes Karl XII för ett farligt angrepp från en sårad janitsjar, som med sin sabel försökte klyva kungens huvud. Kungen lyckades avvärja hugget med både sin värja och vänster hand, varvid han fick ett snitt i handen och sin uttersinnsmössa ituskuren. Då i detsamma fann sig kungen i en farlig situation när en annan janitsjar plötsligt tryckte honom mot en vägg med våld, samtidigt som denne ropade åt sina kamrater att hjälpa till med att övermanna honom. Under den intensiva striden upptäckte kungen Sparres kock, som förvirrat stod mitt i tumultet med en pistol i handen. Genom en subtil gest får kungen kocken att avfyra sitt vapen mot en janitsjar som var på väg att bistå sin kamrat, vilket gav Karl XII tillräckligt med tid att bryta sig loss från sin angripare. Den sårade janitsjaren som tidigare försökte skada kungens huvud sprang sedan i full karriär mot kocken, men denne blev snabbt nedskjuten av en drabant. Efter ytterligare en stunds stridigheter började karolinerna efterhand vinna övertag och janitsjarerna och tatarerna tvingades till reträtt. Många av dem flydde hals över huvud genom dörrar och fönster. De som lyckades fly försökte ta med sig så många av kungens ägodelar som möjligt, men några av dem blev kvar i rummet, döda eller fast i flyktvägarna. Även flera karoliner och civila tjänstemän stupade vid detta skede.
Efter detta beordrade Karl XII sina återstående karoliner att dela upp sig i små grupper om fem eller sex man. Var och en fick ansvar att barrikadera olika delar av kungshuset genom att täcka alla dörrar och fönster och förskansa sig själva för en ny anfallsvåg. Han såg också till att dela ut ammunition och krut från döda soldater till sina män för att säkerställa deras försvarsförmåga. När han fortsatte inspektionen av huset upptäckte han en grupp janitsjarer som höll på att plundra hans tillhörigheter i hans privata sängkammare. Han lyckades driva dem på flykten och dödade två turkar som inte hann undan. En av dem, som gömt sig under Karl XII:s säng, ropade till sist efter nåd. Kungen visade barmhärtighet och gav honom frihet med villkoret att han sprang till paschan och berättade om vad han sett.
I takt med att de turkiska attackerna intensifierades, beordrade Karl XII sina män att skjuta på allt som rörde sig utanför byggnaden. Trots att turkiskt artilleri besköt kungshuset, lyckades det inte skada byggnaden allvarligt på grund av dess solida stenkonstruktion. Efter den värsta striden inspekterade Karl XII huset och gick in i von Dübens logement utan eskort. Här blev han överraskad av tre janitsjarer och hamnade åter i en farlig situation. Roos hade dock observerat kungens rörelser och agerade resolut. Beväpnad med två pistoler kunde Roos skjuta ner en av angriparna i ryggen, kungen stack ner en annan och Roos avfyrade sedan sin andra pistol mot den tredje. Tacksam för sin livvakts ingripande berömde Karl XII Roos för hans mod, samtidigt som Roos tog en bit av sin skjorta och förband kungens hand.
Samtidigt gick turkarna och tatarerna till ett nytt anfall mot kungshuset och under eldskydd försökte de tränga sig in genom husets alla fönster. Under stora svårigheter lyckades försvararna avvärja anfallet genom att skjuta på alla turkar och tatarer som visade sig i fönsteröppningarna, varvid de senare tvingades retirera med svåra förluster. Karl XII fortsatte med att organisera sitt försvar och uppmuntrade karolinerna att hålla ut medan de laddade om sina vapen. Striden fick ett tillfälligt avbrott som sedan bröts när fienden återigen gick till anfall. Dessa försökte då skydda sig bakom gödselvagnar, träportar och kameler som de förde framför sig. Med sina musköter och pistoler lyckades karolinerna hålla fienden stången genom att ange samordnade eldsalvor och rikta sina vapen mot turkarnas och tatarernas ben och fötter. Den hårda elden tvingade turkarna och tatarerna att retirera och släpa iväg sina sårade. Fienden angav därefter ett nytt artilleribombardemang mot kungshuset, men skadorna blev små på grund av husets solida konstruktion. Mellan klockan fyra och fem på eftermiddagen, efter omkring tre timmars strid mot svenskarna, insåg den turkiska och tatariska stridsledningen att motståndet i kungshuset fortfarande var hårt. Efter ett kort krigsråd förstod ledningen att de behövde använda sig av brandvapen för att kunna bränna ner kungshuset och därmed övervinna Karl XII:s beslutsamma försvar.

### Nedbränningen av kungshuset

Illustration av Carl Andreas Dahlström föreställande en strid mellan janitsjarer och Karl XII och hans karoliner i kungshuset.

När skymningen föll intensifierades det turkisk-tatariska anfallet och dessa började kasta brinnande beckkransar och glödande kulor för att sätta husets spåntak i brand. Men trots försök lyckades de inte antända taket direkt. Planerna ändrades därför till att istället stapla höbalar vid husets fasad för att sätta eld på huset utifrån. Detta lyckades så småningom. Svenskarna insåg dock snabbt vad som pågick och svarade med intensiv beskjutning mot turkarna som kom med höbalar. Det var först när tatariska bågskyttar avfyrade pilar med brinnande halmknutar mot taket som branden fick fäste och spred sig i byggnaden.
När röken började tränga in genom dörrarna insåg Karl XII att situationen var kritisk. Han beordrade sin man Roos att samla ett fåtal soldater och att de tillsammans skulle ta sig upp på vinden för att försöka förhindra branden från att sprida sig vidare. Kungen och hans följe störtade upp till vinden, trots den brinnande hettan och rökens kvalm, och började hacka på de brinnande takplattorna med sina värjor. Men när turkarna och tatarerna upptäckte dem genom hålen i taket blev vinden genast beskjuten av både pilbågar och musköter. Två karoliner blev nedskjutna och lämnades kvar i elden. Då elden växte i intensitet blev kungen och hans soldater tvungna att retirera tillbaka ner genom trappan, skyddade av sina vapenrockar mot den extrema hettan och de brinnande glödpartiklarna som regnade ner omkring dem. Flera karoliner fick allvarliga brännskador på sina ansikten och händer.
När de väl hade lyckats släcka elden på sina kläder och återfå andan, insåg de att elden började sprida sig nerför vindtrappan och att det saknades vatten att dämpa elden med. I desperation fyllde de sina hattar med vin och brännvin från ett närliggande rum, men det fick bara elden att breda ut sig ytterligare. Sedan drack kungen och hans män av både vin och brännvin för att dämpa törsten, innan de tillsammans drog sig tillbaka ner till kungens sängkammare för att fortsätta försvaret. Kungen ropade åt sina soldater att fortsätta striden tills de antingen blev fångade eller dödade. Han visade inget tecken på att ge upp och hans envisa mod inspirerade männen omkring honom att kämpa vidare. Kungen fick därefter syn på fyra janitsjarer som närmade sig sängkammarens fönster. Han tog en karbin från Roos och sköt själv ner en av angriparna, varpå de övriga tre turkarna började sikta med sina musköter mot kungen. Då trängde sig Roos mellan kungen och fönstret och föll i kungens famn när han fick sin fårskinnsmössa träffad av en kula. Kungen beordrade snabbt sina karoliner att besvara elden utanför fönstret i ett desperat försök att hålla fienden stången. Resultatet blev ytterligare några döda och sårade turkar och tatarer, medan tre karoliner sårades svårt och fick tas om hand av sina kamrater. Vid ett tillfälle trädde fältväbeln Krusell fram, svårt sårad av en kula, och kungen beordrade omedelbart att hans sår skulle behandlas.

### Stridens avslut

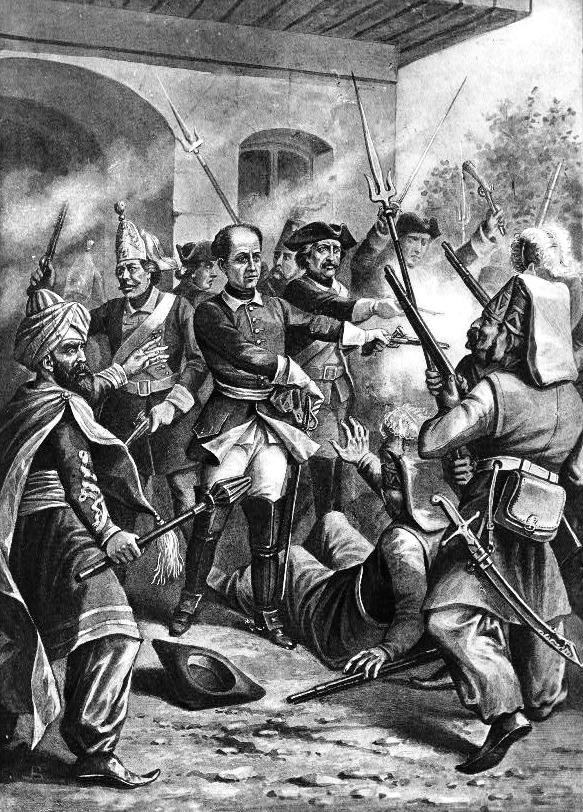
Illustration av Augustus Tholey från 1894 föreställande slutstriden utanför kungshuset.

Efter en tid låg både taket och von Dübens logement i ruiner, vilket gjorde det omöjligt för svenskarna att fortsätta sitt försvar från kungshuset. Drabanten Wohlberg började förlora hoppet och bad kungen att låta soldaterna lämna huset innan de brändes inne. Inledningsvis avvisade Karl XII förslaget och insisterade på att kämpa till döden för att visa mod och uppnå odödlighet. Men med taket på risk att rasa ned över dem förstod dock både Karl XII och Roos att det var dags att planera en strategisk reträtt. Roos föreslog att de skulle ta sig till von Müllerns hus, en stenbyggnad som inte skulle kunna antändas av turkarna. Kungen accepterade planen, men inte utan att först låta hela hans återstående manskap svära en ed att kämpa till sista andetaget. När branden nu nått sängkammartaket insåg man att huset måste överges. Kungen med sitt följe sprang ut genom dörren i kungshusets västerläge mot gårdsplanen och samlade sig snabbt för att fortsätta försvaret. Några av soldaterna var svårt brända och flera hade brinnande kläder som behövde släckas omedelbart för att undvika allvarligare skador. Krusell lämnades kvar medvetslös på golvet i kungens sängkammare, men efteråt räddades han ut ur huset av några janitsjarer.
När man fick syn på svenskar som lämnade huset rusade ett stort antal janitsjarer och taterar mot kungens följe. Följet blev plötsligt beskjutna av dem, vilket tvingade svenskarna att dra sig tillbaka mot det brinnande huset igen för att ta skydd från projektilerna. Under den intensiva slutstriden tvingades flera svenskar kämpa med ryggen mot den brinnande husväggen och fäkta med anfallande turkar och tatarer. Trots detta lyckades svenskarna hålla emot en tid och orsaka förluster bland sina motståndare, även om några av de egna männen stupade i striden. Situationen blev dock ohållbar, och Karl XII beslutade att försöka nå det hittills orörda kanslihuset för skydd.
Under kaotiska omständigheter och förföljda av fiender sprang Karl XII och hans följe mot kanslihuset. När kungen precis hade rundat kungshusets västra hörn råkade han snubbla på sina egna långa sporrar och föll huvudstupa på den dammiga gårdsplanen. Sekunderna därefter blev Karl XII omringad och övermannad av en grupp turkar, och ett flertal försökte slita loss delar av hans uniform för att kunna uppvisa bevis för paschan och få sin belöning. En av kungens följeslagare, premiärlöjtnant Olof Åberg, kastade sig ovanpå honom för att försöka skydda honom från de turkiska vapnen. Men Åberg fick ett sabelhugg i huvudet och släpades blödande bort. Kungen kämpade mot övermakten så gott han kunde och kastade till och med ifrån sig sin värja, vilket förhindrade att turkarna och tatarerna senare kunde hävda att de avväpnat honom. Trots detta tvingades han slutligen ge upp, då han låg underst i en hög av turkar och var både trött och utmattad. När svenskarna bakom honom såg att kungen hade gett sig kapitulerade de själva omedelbart, vilket skedde klockan åtta på kvällen. Samtliga svenska försvarare stod uppställda som fångar inför turkarna, utmattade och många av dem plundrade och avklädda "inpå bara lintyget på kroppen". Roos redogjorde efteråt att de höll ut i hela åtta timmar innan de tvingades ge upp inför övermakten:
| ”                 | Detta skedde klockan 8 om aftonen vintertid, sedan Hans Majestät och vi, som hade den nåden att vara närvarande, uti fulla 8 timmars tid, ifrån begynnelsen till ändan, genom den Allrahögstas nådiga tillhjälp redeligen och tappert försvarat oss till det yttersta, med 30 man, efter vår undersåtliga plikt uppoffrat vårt liv och blod för Hans Majestäts höga person emot många tusende turkar och tatarer. | „ |
| – Axel Erik Roos. | |   |

## Förluster
Förlusterna efter kalabaliken var förhållandevis små, dels på grund av svenskarnas numerära underlägsenhet och dels att de turkisk-tatariska styrkorna beordrades inför striden att inte döda de svenskar som var villiga att kapitulera. Mellan 12 och 31 svenskar stupade under striden. De turkisk-tatariska förlusterna varierade från ett fyrtiotal, till uppemot 300 eller 433 man i antalet stupade och sårade. Paschan själv uppgav inför Karl XII att "vi har förlorat över tvåhundra muselmän." Karl XII själv fick ett antal skador efter striden. En kula hade snuddat vid hans näsa och öra och rispat upp örsnibben; han fick ett djupt skärsår mellan tummen och pekfingret när han avvärjde ett sabelhugg med bara handen; och två ben bröts i hans högra fot vid slutskedet av kalabaliken.

## Efterdyningar

### Frigivning och utrensningar

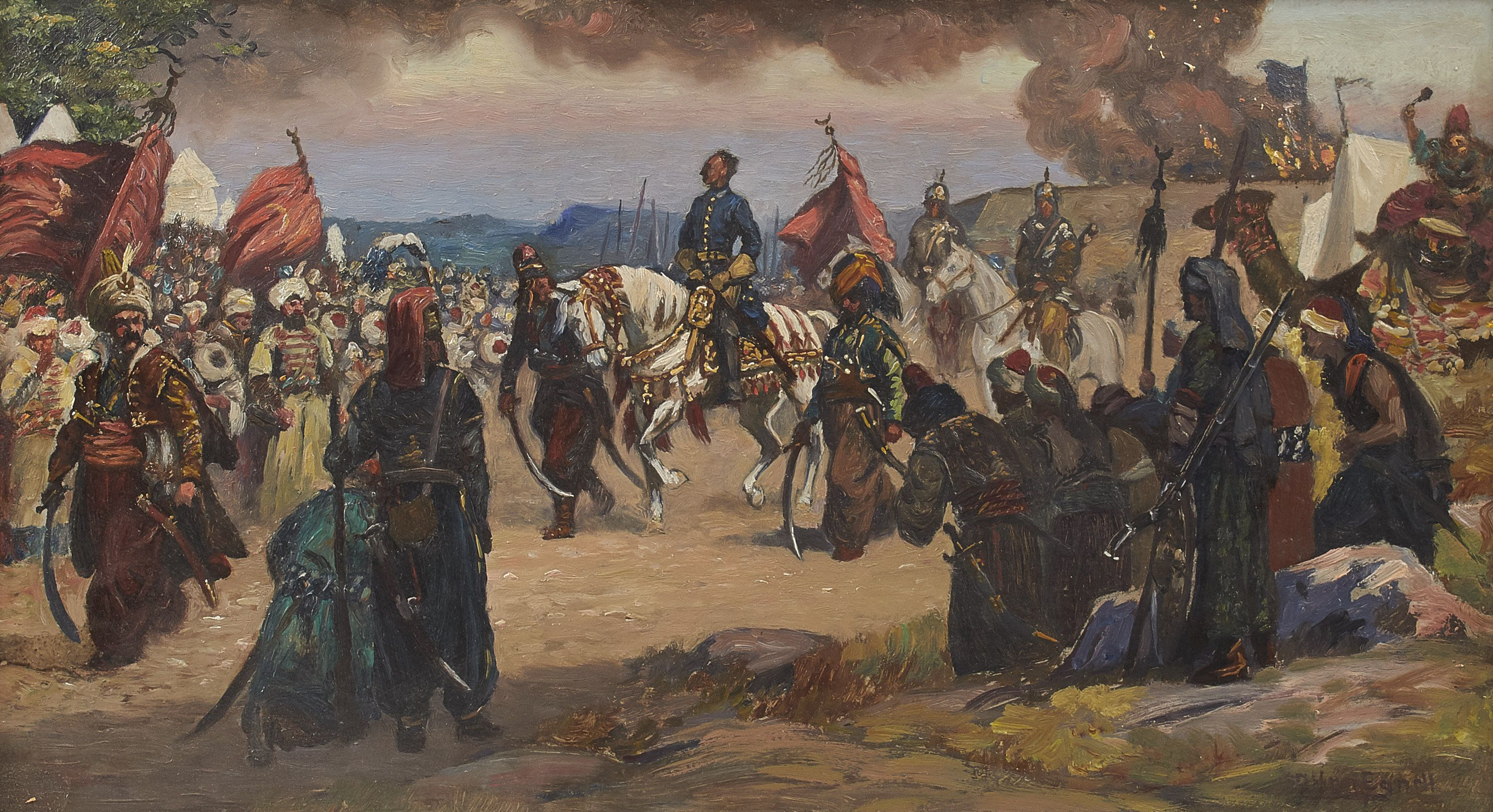
Karl XII blir bortförd som turkisk fånge till Bender, med det brinnande kungshuset i bakgrunden. Målning av Allan Egnell.

Direkt efter striden eskorterades Karl XII till fots av janitsjarerna till paschans tält, där han inbjöds att vila. Även om kungen var blodig, sotig och sårad uppträdde han med ett förbluffande lugn. Paschan uttryckte sin respekt och beklagade att han tvingats behandla kungen så, men Karl XII svarade korthugget och med stolthet. Han framhöll att om alla hans hans soldater gjort sin plikt hade de inte blivit tillfångatagna. Trots dessa ord erkände paschan att de redan hade lidit svåra förluster efter striden, vilket kungen påpekade att det kunde ha varit värre. Efter detta korta samtal satte sig Karl XII på en rikt munderad häst och eskorterades av några janitsjarofficerare till paschans palats i Bender. Enligt den franske resenären Aubry de La Motraye uppträdde kungen med imponerande värdighet trots sina skador. Vid ankomsten kastade sig kungen på en divan och avböjde den dukade kvällsmåltiden, utan nöjde sig med enbart vatten och sherbet. Därefter somnade han på divanen iförd sina dammiga stridskläder, inklusive sina stövlar och sporrar. Dagen därpå fick kungen besök av baron Fabrice, som beskrev kungen som blodig och härjad men ändå på gott humör. Kungen avfärdade hela händelsen som en bagatell och kallade det en "lustig lek", trots att de hade stått emot tusentals fiender, blivit beskjutna med kanoner och till sist kämpat i ett brinnande hus. Fabrice försökte understryka stridens farlighet, men kungen insisterade på att det inte var något att tala om. Efter kapitulationen råkade de övriga svenskarna ut för hård visitation och plundring, berövades pengar och värdeföremål, och flera tvingades betala lösensummor för att bli fria. Vissa lånade pengar av greker och armenier, medan många i enlighet med kungens uppmaning kunde friköpas tack vare insatser från exempelvis Fabrice, de La Motraye och den engelske diplomaten James Jefferyes.
Under dagarna innan kalabaliken fick sultan Ahmed III underrättelser om att general Stenbock hade vunnit en stor seger mot en dansk-sachsisk armé i slaget vid Gadebusch den 9 december 1712, vilket gav sultanen intrycket att Sverige fortfarande hade en kapabel armé i Pommern. Den 26 januari skickade han nya instruktioner för att förhindra kalabaliken och förbjuda paschan och tatarkhanen från att bruka våld mot kungen. Denna order anlände dock dagen efter kalabaliken hade skett. Ändå ledde denna utveckling till att turkarna beslöt att genast befria kungen och hans följe och övervägde på nytt krig mot Ryssland. Karl XII:s diplomater arbetade hårt för att de ansvariga skulle straffas, vilket bidrog till sultanens utrensningar: storvesiren Soliman pascha avsattes, även tatarkhanen Devlet Giray och Ismail pascha miste sina poster.

### Politiska konsekvenser
Dessa utrensningar hjälpte emellertid inte Karl XII:s övergripande sak, för den höga porten ändrade politik kort därefter. De fredsförhandlingar vid Utrecht och Rastatt, som ledde till spanska tronföljdskrigets avslut, orsakade oro hos Ahmed III inför ett eventuellt krig med det habsburgska riket, så han valde att ingå en varaktig fred med Ryssland. Dessutom försvagades Sveriges ställning av kung Stanisław Leszczyńskis flykt från Polen och Stenbocks kapitulation vid Tönningen, vilket minskade Karl XII:s värde för sultanen. Händelsen väckte dock stor uppmärksamhet i Europa. Rykten överdrev ofta antalet fiender kungen och hans män hade dräpt och beskrev det som en hjältedådssaga, samtidigt som kritiker menade att han genom sitt trots provocerat turkarna och "kränkt" deras gästfrihet. Tsar Peter I uttryckte både förakt och förundran och menade att kungen retat upp sin ende möjlige bundsförvant.
I efterhand blev kalabaliken ändå en viktig episod i Karl XII:s liv och markerade slutet på hans långa vistelse vid Bender. Han förlorade visserligen sin tidigare frihet men fick en gynnsammare ställning i sultanens ögon eftersom lokala befälhavare fick skulden. Kalabaliken visade också hur kungen gav ett symboliskt motstånd för att hävda att han blivit överfallen i strid mot gästfrihetens lagar. Han förlorade inte heller särskilt många soldater efter stridigheterna. Samtidigt ledde den uteblivna samverkan med Stenbock i Pommern till splittring inom det svenska ledarskapet, vilket skulle bidra till att kungen senare tvingades söka andra vägar för att återkomma till Sverige. När kungen berövats sin handlingsfrihet i Bender klargjorde han att det inte rörde sig om ett verkligt fältslag, utan snarare en händelse som han betraktade som ett övergrepp mot sin kungliga person. Hans bitska kommentarer om soldaternas svaga försvar antydde att han inte avsett detta som en avgörande strid, utan mest som ett sätt att sätta press på turkarnas överbefäl och rikta sultanens uppmärksamhet på Devlet Girays och Ismail paschas agerande. Turkarna å sin sida utförde inget fullskaligt blodbad, men man valde att plundra och tillfångata svenskarna.
För Karl XII blev episoden en legend om hans envishet, men samtidigt en påminnelse om hans begränsade militära handlingsförmåga i det Osmanska riket. I stället framstod den som ett exempel på kungens politiska och diplomatiska taktik. Genom att sätta sig till motvärn mot en övermäktig fiende kunde han visa att han inte frivilligt gav upp, stärka sitt rykte om tapperhet och stärka sitt anspråk på att turkarna handlat felaktigt. På så sätt blev kalabaliken ett slags propaganda för honom själv, även om den slet bort hans återstående frihet i Bender och ledde till att han under en tid fick vistas i husarrestliknande förhållanden. Samtidigt fanns en viss sympati för kungen i Konstantinopel, vilket resulterade i att de lokala makthavarna utrensades och att sultanen i viss mån tog hans parti, åtminstone tills större politiska skeenden som freden i Adrianopel mellan det Osmanska riket och Ryssland och oron för habsburgarna förändrade den övergripande agendan. Händelsen i Bender betraktades därmed som en komplicerad maktdemonstration, mindre blodig än vad rykten gjorde gällande men ändå avgörande för hur Karl XII:s fortsatta turkiska exil formade sig.

### Vistelsen i Demotika och hemkomst
På order av Ahmed III eskorterades Karl XII med en grupp följeslagare från Bender mot Saloniki den 6 februari 1713 för en eventuell förflyttning till en grekisk ö. Axel Sparre fick i uppdrag att överta befälet över svenskarna i Karlopolis. Efter kungens protester styrdes resan istället till Demotika, dit han anlände den 6 mars. Senare flyttades han till slottet Timurtasj nära Adrianopel, innan han flyttade tillbaka till Demotika i november 1713. Under denna period var Karl XII sängliggande, något som förvånade hans närmaste. Forskare har senare spekulerat att han led av utmattningssyndrom och depression efter flera års motgångar. Senare samma år flyttades kungen tillbaka till Demotika, där han vid juletid för första gången på nästan ett år återigen var på benen. I Sverige hade Karl XII:s frånvaro blivit en allt större källa till oro. Sveriges riksråd kallade till en riksdag i december 1713, den första sedan kungens trontillträde, och beslutade att skicka överste Hans Henrik von Liewen till Demotika för att övertyga kungen om att återvända hem. Efter flera möten med von Liewen beslöt sig Karl XII för att slutligen återvända till Sverige.
Den 20 september 1714 lämnade Karl XII Demotika och eskorterades norrut till staden Pitești nära gränsen till Österrike. Där anlände senare Axel Sparre med svenskarna från Bender och Pylyp Orliks kosacker. Många av de osmanska långivare som finansierat kungens vistelse valde att följa honom hem för att säkra återbetalning. Karl XII beordrade sina medresenärer att visa respekt mot de osmanska följeslagarna och att undvika all kritik mot turkarna. Inför resan förhandlade Karl XII med den habsburgske kejsaren Karl VI för tillstånd att resa inkognito genom kejsardömet. Efter hot om att ta en annan väg gick kejsaren med på att låta kungen resa genom området, dock med särskilda restriktioner för att undvika kontakt med protestantiska städer. För att resa obemärkt utfärdades falska pass till kungen och hans följeslagare, och han reste under namnet "kapten Peter Frisck". Kungens resa från Pitești inleddes den 27 oktober och genomfördes i hög hastighet med korta raster. Den 11 november 1714 anlände Karl XII till Stralsund i Pommern, efter en strapatsrik färd på över 2 100 kilometer genom Europa på enbart fjorton dagar. Den svenske kommendanten i Stralsund, Carl Gustaf Dücker, kände igen kungen trots hans förklädnad och välkomnade honom varmt. Karl XII hade lyckats genomföra en lång och krävande resa med stor framgång, i genomsnitt över 150 kilometer per dygn. Kungens återkomst blev en viktig nyhet som snabbt spreds genom Europa. I Sverige mottogs nyheten med stor glädje, och i Stockholm avfyrades en salut med 150 kanoner. Kanslipresidenten Arvid Horn vädjade i ett brev till Karl XII om att genast återvända till huvudstaden, men kungen valde att stanna i Stralsund för en tid.

### Eftermäle och kulturella referenser
Kalabaliken i Bender har beskrivits av flera ögonvittnen och samtida skribenter, men deras tolkningar varierar. Karl XII-forskaren August Quennerstedt betonade att de mest tillförlitliga källorna är vittnesmål från personer som själva var närvarande, hade intresse i händelserna eller observerade dem på plats. Diplomater och resenärer som Friedrich Ernst von Fabrice, James Jefferyes och Aubry de La Motraye hade nära kontakt med Karl XII och insyn i turkiska och tatariska ledarnas handlingar, men deras berättelser färgades av egna perspektiv och begränsade insikter. Fabrice, som var en holsteinsk diplomat med nära personlig relation till kungen, skrev livfulla brev som bidragit till en missvisande bild av kalabaliken, där han oftast lade skulden på fel part. Jefferyes rapporterade till den engelska regeringen med en korthuggen stil och förstod heller inte situationens komplexitet fullt ut. La Motraye, som observerade stormningen förklädd till tatar, förlitade sig på andrahandsuppgifter men strävade efter opartiskhet och bidrog med en värdefull planritning över platsen. Även svenska deltagare som Axel Sparre, Axel Erik Roos och Ture Gabriel Bielke efterlämnade kortfattade uppteckningar. Kungens historieskrivare Jöran Nordberg baserade sin framställning på deltagares berättelser, men han var själv inte närvarande då han satt fången i Moskva. Brev från Gustaf Henrik von Müllern, diplomaten Thomas Funck och Christian Albrecht Grothusen i riksarkivet gav ytterligare insikter men är inte fullständigt utforskade. Kalabaliken har i eftervärlden klassats som en väpnad incident med stor psykologisk och politisk betydelse och som fick långtgående diplomatiska konsekvenser. Ordet kalabalik kom in i både de svenska och finska språken som en följd av händelsen, vilken har lånats från turkiskans kalabalık som betyder "folksamling" eller "röra".
Händelsen har i eftervärlden skildrats i olika medier. Målningar och illustrationer av händelsen har målats av bland andra Carl Andreas Dahlström, Allan Egnell och Charles Édouard Armand-Dumaresq. Esaias Tegnérs dikt "Axel" (1821) skildrar drabanten Axel Erik Roos och hans försvar av kungens liv under kalabaliken. Kalabaliken var förebild för Mats Arehns komedifilm Kalabaliken i Bender (1983). Filmen skildrar Karl XII (spelad av Gösta Ekman den yngre) och dennes exil i Bender, hans vägran att lämna Turkiet, och hur en förslagen plan från sultanen för att tvinga honom bort leder till ett äventyr fyllt av intriger, komik och faror. Två svenska soldater, fänrik Gustaf Lagercrona (Lasse Åberg) och kalfaktor Johan Kruus (Brasse Brännström), får det oväntade uppdraget att eskortera en turkisk prinsessa till kungen, vilket slutligen mynnar ut i kalabaliken i Bender. Filmen mottogs med övervägande negativ kritik och beskrevs både som ett misslyckande av en enig kritikerkår och ett stort publikfiasko. Både kalabaliken och upptakten till händelsen skildras också i långfilmen Karl XII/senare delen från 1925, där Karl XII spelas av Gösta Ekmans farfar Gösta Ekman den äldre. Våren 2007 sattes en komisk föreställning av JuvenalOrden upp på Uppsala Stadsteater vid namn En kalabalik i sänder, som hade inspirerats av kalabaliken i Bender och tiden därefter. Striden är grund för musikvideon till det svenska power metal-bandet Sabatons låt The Royal Guard, som är den engelska versionen av deras låt Livgardet, vilken släpptes den 9 april 2021. Sabaton skildrade även händelsen i episod 104 av deras videoserie Sabaton History på Youtube.

## Lista över svenskar som deltog i försvaret av kungshuset
Mellan 42 och 60 svenska karoliner och civila tjänstemän antas ha deltagit i försvaret av kungshuset, men endast 42 namn har bevarats. Axel Sparres personliga kock deltog och omkom under striden, men hans namn förblir okänt.

- Konung Karl XII
- General Axel Sparre
- Korpral Daniel Danielsson Dreffling
- Livdrabant Karl Carpelan
- Livdrabant Axel Erik Roos
- Livdrabant Jobst Henrik von Tschammer
- Livdrabant Mathias Wohlberg
- Kammarherre Gustaf Clysendorff †
- Friherre Johan von Palmenberg †
- Kammartjänare Fredrik Krus †
- Kanslisekreterare Carl Didrik Ehrenpreus
- Kanslisekreterare Gustaf Celsing
- Överste Christoffer Cyprianos Urbanowicz (tillhörande polska armén)
- Premiärlöjtnant Olof Åberg
- Fältväbel Karl Magnus Krusell
- Artillerikusk Mårten Paulsson
- Ryttare Jon Berg
- Ryttare Michael Bonde
- Ryttare Peter Gädda
- Ryttare Mårten Frimodig
- Ryttare Olof Kjerström
- Ryttare Måns Palm
- Ryttare Johan Tiugstedt
- Dragon Nils Nordstrand
- Korpral Eric Tillberg
- Menig Henrik Baur
- Menig Bertil Block
- Menig Eric Brun
- Menig Pehr Carlsson
- Menig Per Eneroth
- Menig Adam Flink
- Menig Lars Frimodig
- Menig Anders Frisk
- Menig Peter Holm
- Menig Georg Ludvig
- Menig Fabian Meiss
- Menig Jacob Mårtensson
- Menig Eric Sadman
- Menig Georg Sehman
- Menig Johan Smitt
- Menig Georg Spring
- Menig Georg Sånge
- Menig Sefre Winter
- Matros Olof Bohm
- Axel Sparres kock (namn okänt) †